# Statue de saint Gilles (Tréméven)
La Statue de saint Gilles de la Chapelle Saint-Jacques à Tréméven, une commune du département des Côtes-d'Armor dans la région Bretagne en France, est une sculpture de saint Gilles datant du XVIe siècle. La sculpture en bois polychrome a été inscrite monument historique au titre d'objet le 11 septembre 1980.
Saint Gilles est représenté ici avec son chien, habituellement le saint est représenté avec une biche.   